# 桑田ミサオ
桑田 ミサオ（くわた ミサオ、1927年2月14日 - ）は、日本の笹餅屋の経営者・起業家、菓子職人。青森県出身。
農林水産大臣賞受賞(2011年)、ふるさとづくり大賞総務大臣賞受賞(2014年)、旭日単光章叙勲(2021年春)。

## 来歴
19歳で結婚。20代は弘前大学の付属農場で季節労働者として勤務。
保育所の用務員を定年退職後、60歳から餅作りを始め、75歳で起業。
津軽鉄道の車内で民謡を歌いながら、添加物なし・手作りの笹餅などを販売した。
2022年3月に体力の衰えから製造を一時休止、6月に再開したが立ち仕事が難しくなり、惜しまれつつも2023年2月に販売を終了した。
11月に姪の小嶋美子(旧姓桑田)が後を継ぎ、現在も毎週火曜と土曜の週2回、地元のスーパー「スーパーストア」内で販売している。
2024年3月現在、笹餅文化継承のために市民団体「公開講座奥津軽」が定期的に笹餅作りの体験教室を開いている。

## 書籍
- おかげさまで、注文の多い笹餅屋です: 笹採りも製粉もこしあんも。年5万個をひとりで作る90歳の人生  小学館 (2018/1/17) 978-4093885980

## TV
- プロフェッショナル 仕事の流儀　プロフェッショナル 菓子職人・桑田ミサオ（NHK）
- ここに技あり　NHK東北
- ETV特集 「餅ばあちゃんが教えてくれたこと」 2022年1月8日放送 （NHK）